# Lekenik
Lekenik je selo i općina u središnoj Hrvatskoj, u Sisačko-moslavačkoj županiji, smješten u nizinskom predjelu Turopolja.
Lekenik je poznat kao mjesto u kojem je smješteno SOS Dječje selo. 

## Zemljopis
Lekenik je smješten na cestovno-željezničkoj trasi od Zagreba prema Sisku, na pola puta između gradova Velike Gorice i Siska. 
Zemljopisno, prostor Općine Lekenik nalazi se u nekoliko mikroregija: na sjeverozapadu u Turopoljskoj terasnoj ravnici, na jugozapadu obronci gorja Vukomeričke gorice spuštaju se preko Lekeničkog Cerja i Brežana do Pešćenice, Lekenika, Šašinca i Letovanića gdje se nalazi jedan od vrhova – Letovanski vrh na 201 m. Na jugoistoku se nalazi brežuljkasto Donje Pokuplje, a na sjeveroistoku močvarna Posavina.

## Stanovništvo
Broj stanovnika mjesta Lekenika prema popisu iz 2021. iznosi 1697, a ukupan broj stanovnika cijele Općini Lekenik iznosilo je 5343. Većinu stanovništva čini 98 % Hrvata.
| broj stanovnika | 4888  | 5281  | 5589  | 6361  | 7045  | 7403  | 7418  | 7902  | 7740  | 7945  | 8050  | 7263  | 6558  | 6248  | 6170  | 6032  | 5343  |
|                 | 1857. | 1869. | 1880. | 1890. | 1900. | 1910. | 1921. | 1931. | 1948. | 1953. | 1961. | 1971. | 1981. | 1991. | 2001. | 2011. | 2021. |

| broj stanovnika | 800   | 854   | 861   | 907   | 1059  | 1148  | 1178  | 1236  | 1398  | 1403  | 1633  | 1612  | 1651  | 1652  | 1857  | 1897  | 1697  |
|                 | 1857. | 1869. | 1880. | 1890. | 1900. | 1910. | 1921. | 1931. | 1948. | 1953. | 1961. | 1971. | 1981. | 1991. | 2001. | 2011. | 2021. |

## Uprava
Upravni prostor Općine Lekenik, osim središnjeg naselja, obuhvaća niz okolnih naselja na prostoru nekoliko prirodno zemljopisnih cjelina – od močvarne Posavine na sjeveroistoku, preko istočnih ogranaka gorja Vukomeričkih gorica na jugozapadu do brežuljkastog donjeg Pokuplja na jugoistoku.

## Općinska naselja
U sustavu Općine Lekenik sljedeća su naselja:
- Brežane Lekeničke
- Brkiševina
- Cerje Letovanićko
- Donji Vukojevac
- Dužica
- Gornji Vukojevac
- Lekenik
- Letovanić
- Palanjek Pokupski
- Pešćenica
- Petrovec
- Pokupsko Vratečko
- Poljana Lekenička
- Stari Brod
- Stari Farkašić
- Šišinec
- Vrh Letovanićki
- Žažina.

## Povijest
Naseljenost lekeničke okolice može se pratiti već od vremena prije pisane povijesti. Kamena sjekira otkrivena u šumi Kalje blizu Lekenika, koja se čuva u Arheološkom muzeju u Zagrebu te novija arheološka istraživanja koja su još u tijeku, a vezana su uz prolazak autoceste A11, potvrđuju pretpostavke o prisutnosti čovjeka u lekeničkoj bližoj okolici u prapovijesti.
Nakon razdoblja ilirske i rimske vlasti na tim područjima, Lekenik se prvi put spominje 1217. godine, a kroz sljedeća desetljeća to se ime spominje još nekoliko puta, makar ne može sa sigurnošću reći spominje li se u kontekstu mjesta ili potoka Lekenčice koji i danas teče mjestom.
Krajem srednjeg i početkom ranog novog vijeka nalazi se današnji Lekenik kao dobro podijeljeno između više gospodara. Jedan njegov dio činili su posjedi turopoljske plemenite općine i njenih kmetova koji je nazvan »Turopoljski Lekenik«. Drugi, južniji posjed činili su posjedi raznih velikaša koji su se kroz srednji vijek izmjenjivali. Njih zbog osmanskih provala koncem 16. stoljeća stječe obitelj Erdödy pa je to naselje dobilo ime »Erdödski Lekenik«. Do administrativnog spajanja tih dvaju naselja – odvojena potokom Lekenčicom – došlo je tek 1953. godine.

## Poznate osobe
- Josip Pičman – arhitekt
- Stjepan Grgac – brigadir HV
- Stipica Grgić – povjesničar
- Josip Klempaj – prvi vrhovni upravitelj Hrvatsko-slavonskih pošta 1848.[4][5]

## Obrazovanje
- Dječji vrtić Lekenik
- Osnovna škola »Mladost« Lekenik

## Kultura
- Narodna knjižnica i čitaonica Lekenik
- SOS Društveni centar »Hermann Gmeiner«

## Šport
- NK Lekenik
- Taekwondo klub Lekenik
- Športska udruga Lekenik

## Vanjske poveznice
1. ↑  Registar prostornih jedinica Državne geodetske uprave Republike Hrvatske. Wikidata Q119585703
2. ↑  Popis stanovništva, kućanstava i stanova 2021. – stanovništvo prema starosti i spolu po naseljima (hrvatski i engleski). Državni zavod za statistiku. 22. rujna 2022. Wikidata Q118496886
3. ↑  Naselje i odredišni poštanski ured. Hrvatska pošta. Pristupljeno 3. siječnja 2022.
4. ↑  Stipica Grgić: Čovjek ispred svog vremena, Hrvatska znanstvena bibliografija. Pristupljeno 1. srpnja 2016.
5. ↑   Stipica Grgić: Josip Klempaj - Prvi Hrvatsko-slavonski vrhovni upravitelj pošta , Slideshare. Pristupljeno 1. srpnja 2016.